# Korea University
Korea University (koreanska: 고려대학교, Hanja: 高麗大學校) är ett privat forskningsuniversitet i Seoul i Sydkorea. Universitetet grundades 1905 under namnet Bosung College, och är ett av landets äldsta och mest prominenta universitet.

Korea University rankades på 198:e plats i världen av totalt ca 20 000 lärosäten i Times Higher Educations ranking av världens främsta lärosäten 2019.

## Institutioner
Korea University erbjuder 59 olika kandidatprogram, uppdelade på sjutton olika institutioner.
- Law School
- Business School
- College of Liberal Arts
- College of Life Sciences and Biotechnology
- College of Political Science and Economics
- College of Science
- College of Engineering
- College of Medicine
- College of Education
- College of Nursing
- College of Informatics
- College of Health Science
- School of Art and Design
- Division of International Studies
- School of Media and Communication
- Mechatronics
- School of Interdisciplinary Studies

## Kända personer som studerat vid Korea University
- Lee Myung-bak, Sydkoreas president 2008-2013
- Kim Yuna, konståkare